# Daan Huiskamp
Daan Huiskamp (Eerbeek, 10 november 1985) is een Nederlands voetballer die als doelman speelt.
Huiskamp begon te voetballen bij Eerbeekse Boys uit zijn woonplaats, waarna hij naar de jeugdopleiding van Vitesse verhuisde. Hij wist hier niet door te breken en maakte de overstap naar FC Utrecht. In het seizoen 2005-2006 zat hij hier tijdelijk bij het eerste elftal en speelde hij in beide play-offwedstrijden tegen FC Twente.
Huiskamp maakte zijn debuut in het Nederlandse betaalde voetbal op 22 april 2006 in de wedstrijd FC Twente - FC Utrecht (2-0), toen hij na 47 minuten inviel voor Joost Terol. In 2006 tekende hij een contract bij AGOVV. In 2012 ging hij voor DVS'33 spelen.

## Clubstatistieken
| seizoen   | club            | competitie     | duels | goals |
| --------- | --------------- | -------------- | ----- | ----- |
| 2005-2006 | FC Utrecht      | Eredivisie     | 0     | 0     |
| 2006-2007 | AGOVV Apeldoorn | Eerste divisie | 0     | 0     |
| 2007-2008 | AGOVV Apeldoorn | Eerste divisie | 0     | 0     |
| 2008-2009 | AGOVV Apeldoorn | Eerste divisie | 18    | 0     |
| 2009-2010 | AGOVV Apeldoorn | Eerste divisie | 1     | 0     |
| 2010-2011 | AGOVV Apeldoorn | Eerste divisie | 7     | 0     |
| 2011-2012 | AGOVV Apeldoorn | Eerste divisie | 5     | 0     |